# Medulini-öböl
A Medulini-öböl egy tengeröböl Horvátországban, az Adriai-tengerben, a Kvarner legnyugatibb része.

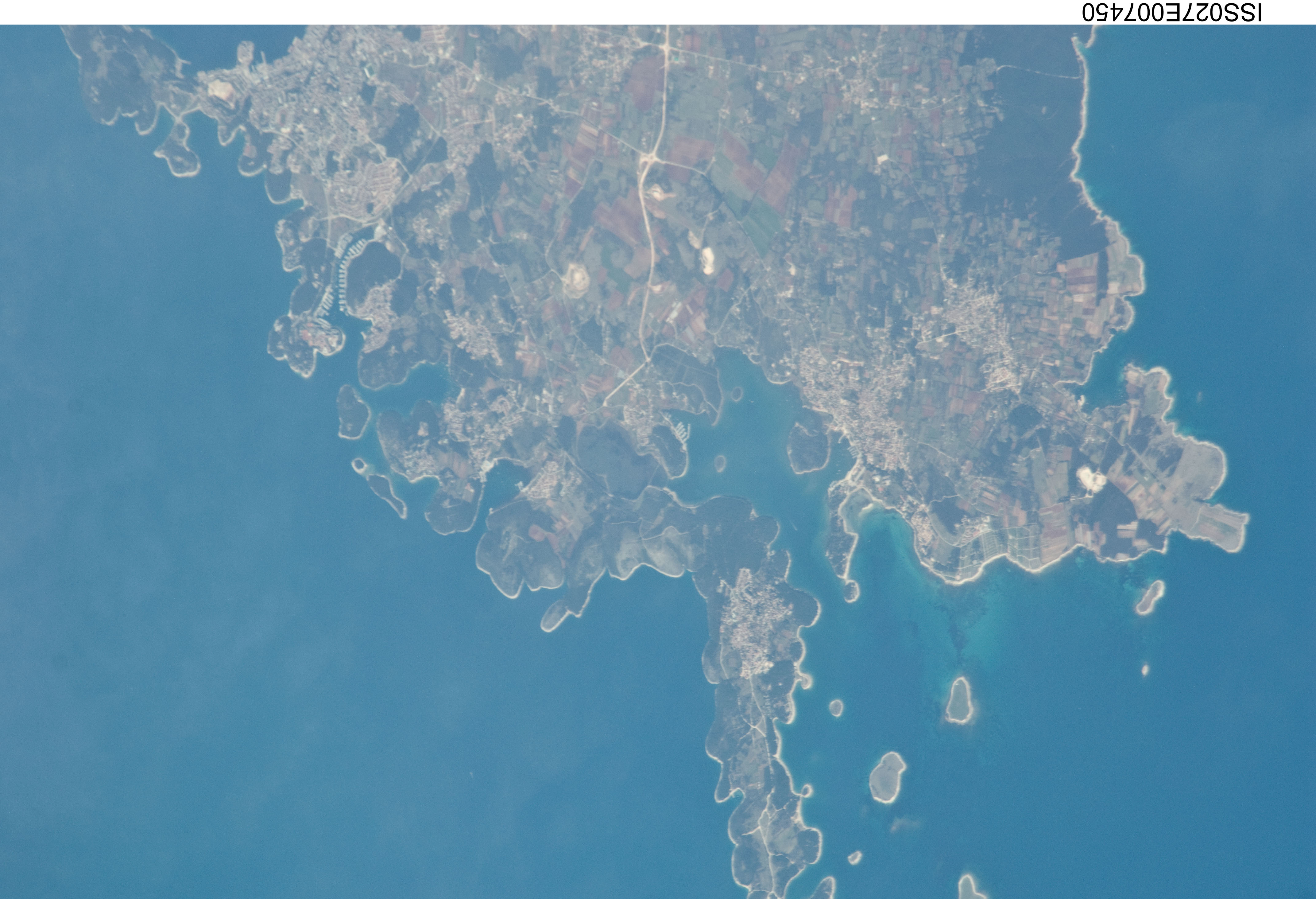
Az Isztria déli csücske középen a Medulini-öböllel

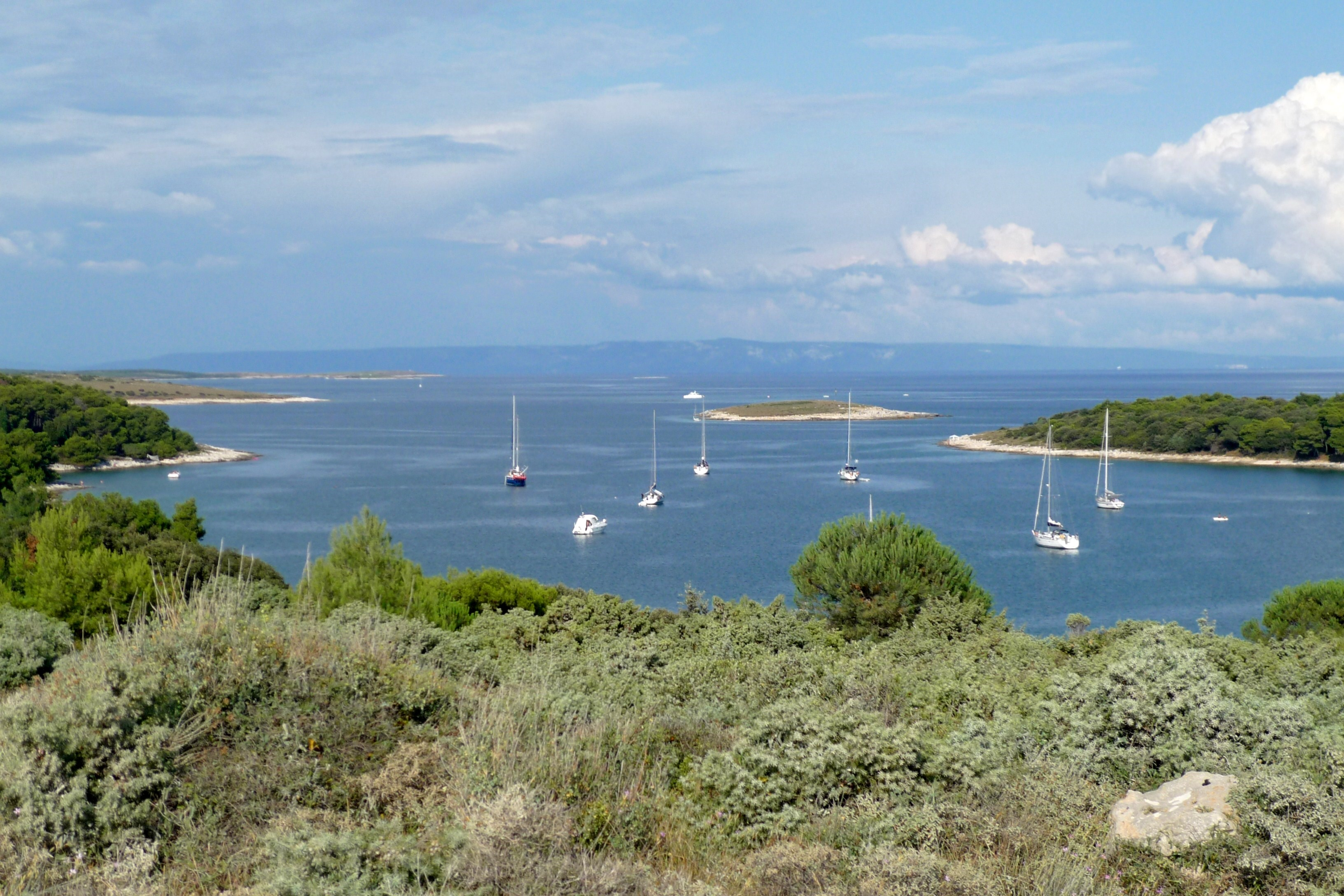
A Medulini-öböl Premanturánál

## Leírása
A Medulin-öböl az Isztria déli részén található hatalmas öböl, mely a Kamenjak-fok (Isztria legdélebbi pontja) és a Marlera-fok között, a Kvarner bejáratánál fekszik. Az öböl körülbelül 8 km hosszúságban nyúlik be az Isztria belsejébe, legnagyobb szélessége 6 km. Az öblöt a Kašteja-félsziget belső (12 m, néhol 0,5–2,5 m mélységű) és külső (20 m mélységig) részre osztja. A bejáratnál a Finera, a Šekovac vagy Mišnjak, a Trumbuja, a Ceja, a Bodulaš, a Levan és a Levanić szigetek találhatók, az öböl belső részén pedig Premanturski Školjić és Pomerski školjić szigetek fekszenek. 
A Medulin-öböl a rákászok gazdag vadászterülete és itt található a legnagyobb horvát kagylótelep is. Gazdaságában a legjelentősebb az idegenforgalom. Az öbölben Pomerben van a legnagyobb kikötő. Települései: Medulin (2633 lakos, 2011), Premantura (863 lakos) és Pomer (467 lakos).